# Perú Cola
Perú Cola is een Peruaas colamerk dat wordt geproduceerd door het bedrijf Embotelladora Don Jorge S.A.C. in Lima. Perú Cola is een merk op de Peruaanse markt, geïntroduceerd in 2002, na de overname van Inca Kola door Coca-Cola.
De cola wordt verkocht in glazen flessen van 400 ml en in petflessen met een inhoud van 500 ml, 2 liter en 3 liter.